# Henri Grange
Henri Grange, född 14 september 1934, är en fransk basketspelare. Han deltog i herrturneringen vid de olympiska sommarspelen 1956 och 1960. Han var en power forward som spelade sin sista match den 13 juni 1964 med Frankrike i OS-kvalturneringen.